# Platforma Demnitate și Adevăr
Die Platforma Demnitate și Adevăr (deutsch Plattform „Würde und Wahrheit“) ist eine sozialliberale politische Partei und Bürgerbewegung in der Republik Moldau. Unter dem Namen „Partei der Volksmacht“ (PFP) wurde die Partei beim Justizministerium am 18. Juni 2013 registriert.
In den Tagen der Bankenkrise wurde im Februar 2015 in Chișinău die Bürgerplattform „Würde und Wahrheit“ gegründet. Ihr Vorsitzender ist der frühere Staatsanwalt Andrei Năstase. Als Organisatorin der Demonstrationen, so im September 2015, als über 100.000 Menschen in der Hauptstadt gegen Korruption und Oligarchen-Herrschaft aufmarschierten, wurde die Plattform „Würde und Wahrheit“ eine der wichtigsten politischen Kräfte des Landes. Im Dezember 2015 entstand daraus die Partei der Volksmacht namens Plattform Würde und Wahrheit.
An den Präsidentschaftswahlen 2016 unterstützte die Plattform Würde und Wahrheit die gemeinsame Kandidatur der Opposition Maia Sandu.
Bei den Bürgermeisterwahlen 2018 in Chișinău wurde der Parteivorsitzende Andrei Năstase mit 52,57 % der Stimmen als Bürgermeister von Chișinău gewählt, aber der Ergebnis der Wahlen wurde bei dem zentralen Gerichtshof und Obersten Gerichtshof wegen Verstoßes gegen das Wahlstille am Wahltag nicht erkannt. Trotzdem nach einem Jahr und 4 Monaten wurde der Mandat von Andrei Năstase vom Berufungsgericht Chișinău validiert, diese Entscheidung kam aber im Laufe der Wahlkampf für die Bürgermeisterwahlen 2019 und hatte nur formale Bedeutung, Andrei Năstase musste den Mandat des Bürgermeisters übergeben, um die Wahlkampf fortzusetzen.
An den Parlamentswahlen 2019 nahmen die Plattform Würde und Wahrheit gemeinsam mit der Partei der Aktion und Solidarität teil. Das Wahlbündnis ACUM (Jetzt) wurde mit 26,84 % der Stimmen und 26 Sitzen im Parlament zweitstärkste Kraft. Seit 8. Juni bis 12. November 2019 regierte ACUM (Plattform Würde und Wahrheit und Partei der Aktion und Solidarität) gemeinsam mit der Partei der Sozialisten mit, der Parteivorsitzende Andrei Năstase wurde zum Innenminister und Stellvertretender Ministerpräsident im Maia Sandu Kabinett berufen.
Bei den Bürgermeisterwahlen 2019 in Chișinău wurde der Parteivorsitzende Andrei Năstase erneut als Bürgermeisterkandidat der Wahlbündnis ACUM designiert, verlor aber im zweiten Wahlgang mit 47,61 % gegen den Kandidaten der Sozialistischen Partei Ion Ceban.
Für die Präsidentschaftswahlen 2020 befürwortete die Plattform Würde und Wahrheit die Idee eines gemeinsamen pro-europäischen Kandidaten, der keiner politischen Partei angehört und von allen rechten und bürgerlichen Parteien unterstützt wird. Nachdem die Verhandlungen für einen gemeinsamen Kandidaten gescheitert waren, wurde der Parteivorsitzende Andrei Năstase zum Präsidentschaftskandidat erklärt. Vor und während der Wahlkampf kündigte die Partei an, die Bereitschaft die Regierungsverantwortung zu übernehmen und eine Minderheitsregierung zu führen. Der Misstrauensantrag gegen den regierenden Kabinett Ion Chicu, der von Plattform Würde und Wahrheit gestellt und von den Partei der Aktion und Solidarität mitunterschrieben wurde, erreichte am 20. Juli 2020 nur 46 Stimmen (aus nötigen 51 Stimmen).
Bei Präsidentschaftswahlen 2020 erreichte Andrei Năstase in der ersten Runde nur 3,26 % und damit trat er nicht im zweiten Wahlgang an.

## Wahlergebnisse

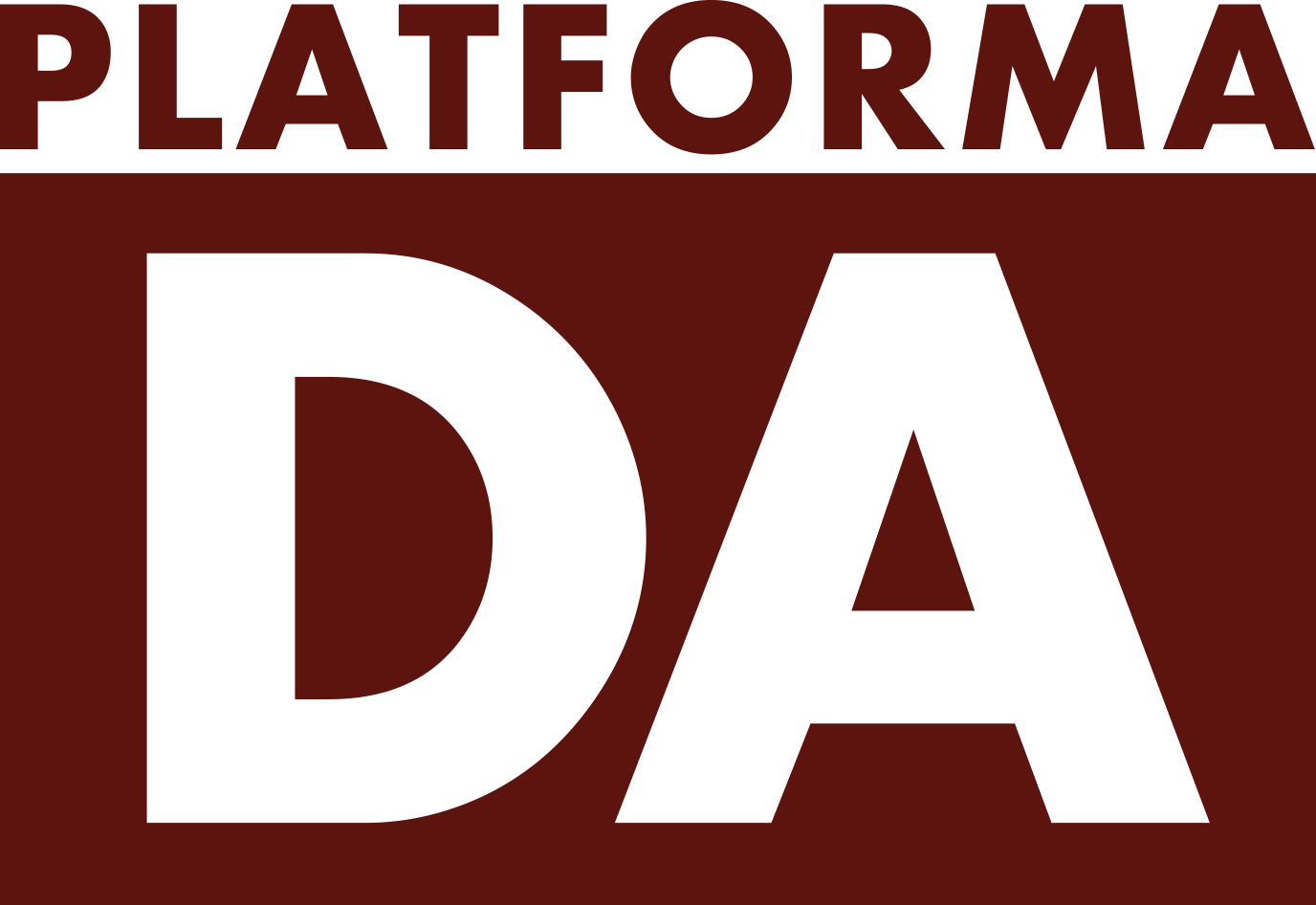
Das alte Parteilogo

| Jahr | Kandidat                     | Erster Wahlgang              | Erster Wahlgang              | Erster Wahlgang              | Zweiter Wahlgang             | Zweiter Wahlgang             | Zweiter Wahlgang             |                              |
| Jahr | Kandidat                     | Stimmenanzahl                | Stimmenanteil                | Platz                        | Stimmenanzahl                | Stimmenanteil                | Platz                        |                              |
| ---- | ---------------------------- | ---------------------------- | ---------------------------- | ---------------------------- | ---------------------------- | ---------------------------- | ---------------------------- | ---------------------------- |
| 2016 | Maia Sandu (PAS) unterstützt | Maia Sandu (PAS) unterstützt | Maia Sandu (PAS) unterstützt | Maia Sandu (PAS) unterstützt | Maia Sandu (PAS) unterstützt | Maia Sandu (PAS) unterstützt | Maia Sandu (PAS) unterstützt |                              |
| 2020 | Andrei Năstase               | 43.924                       | 3,26 %                       | 5.                           | Maia Sandu (PAS) unterstützt | Maia Sandu (PAS) unterstützt | Maia Sandu (PAS) unterstützt | Maia Sandu (PAS) unterstützt |

| Jahr | Stimmenanzahl | Stimmenanteil | Sitze    | Platz | Spitzenkandidat               |
| ---- | ------------- | ------------- | -------- | ----- | ----------------------------- |
| 2014 | 11.665        | 0,73 %        | 0/101    | 13.   | Nicolae Chirtoacă             |
| 2019 | 380.181       | 26,84 %       | 11/101 1 | 2.    | Maia Sandu und Andrei Năstase |
| 2021 | 34.184        | 2,33 %        | 0/101    | 5.    | Andrei Năstase                |